# Église Sainte-Radegonde de Riantec
L'église Sainte-Radegonde de Riantec est une église de style néogothique et néobyzantin située à Riantec, dans le Morbihan (Bretagne).

## Historique
La construction de cette église date du XIe siècle, dédiée à Radegonde de Poitiers, épouse cinq siècles auparavant de Clotaire Ier.
En 1682, le recteur de Riantec et Port-Louis, Urbain Sauvageau, est inhumé dans le porche de l'église Sainte-Radegonde. Sur sa tombe, il fait inscrire « Concultate sal infatuatum ! »[Quoi ?].

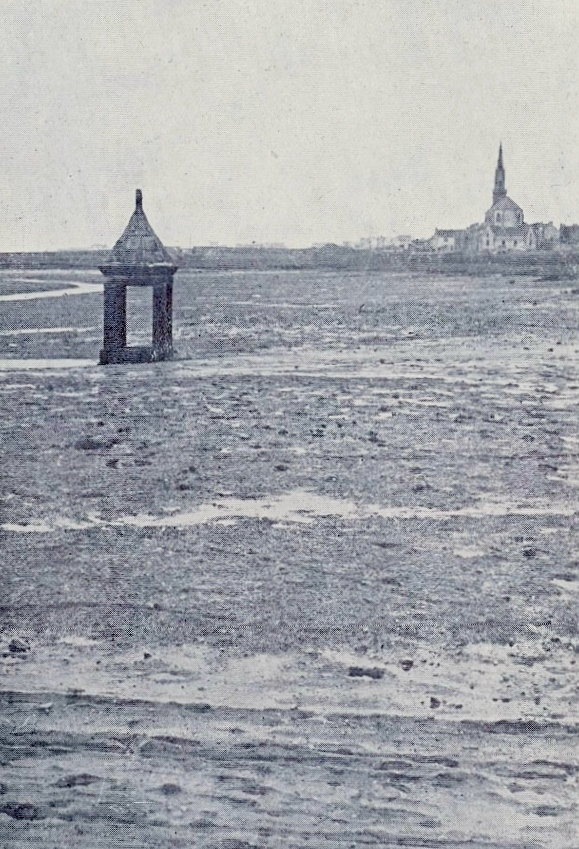
La fontaine Sainte-Radegonde photographiée en 1938.

Comment la paroisse de Riantec peut-elle avoir pour patronne une sainte originaire de Poitiers ? C’est un fait assez rare en Bretagne. Il faut se rendre aux environs de Nantes ou en Vendée pour retrouver d’autres paroisses qui honorent Sainte Radegonde. Il est possible qu’un départ de missionnaires de Poitiers se soit arrêté à Riantec, au bord de la mer, mais cela reste une hypothèse selon le recteur de la paroisse interrogé en 1902.
Quoi qu’il en soit, le jour de la fête de Sainte Radegonde, chaque 13 août (jusqu'à [Quand ?]), une procession va jusqu’à la fontaine Sainte-Radegonde (photo précédente), située à un kilomètre du bourg, près de l’étang de Riantec. L’eau de cette fontaine est réputée efficace pour la guérison des enfants. La fontaine a une particularité, elle se remplit d’eau de mer à chaque marée. L’eau redevient douce une heure après que la mer se soit retirée.[réf. nécessaire]
À Riantec comme à Poitiers, on observe le culte de la Croix. Une petite chapelle riantécoise de la Vraie Croix (début du XVIIe siècle) située rue de la Vraie Croix en témoigne.
L'église de Riantec a été incendiée de manière accidentelle le 23 janvier 1917, puis reconstruite entre octobre 1923 et début mai 1927, d'après les plans de l'architecte René Guillaume.

## Décoration, œuvres
Suivant les directives des architectes pour la construction des églises de campagne, diffusées dans le Bulletin de l’association provinciale des architectes (1912), la reconstruction de l’église de Riantec est conçue pour favoriser une unité de l’espace, moins compartimentée, permettant à tous de participer aux offices, face à l’autel qui reste visible à tous les regards.
L'atelier Mauméjean a largement contribué à la décoration de l'ouvrage dans l'esprit art déco, en créant les vitraux, les motifs en mosaïque de la table de communion en pierre marbrière, les fresques de la rédemption et celle de la Guerre 39-45, les mosaïques des autels de Sainte Anne donnant naissance à la Vierge Marie et de la Sainte Famille, et le Chemin de croix qui a la particularité de se suivre sur les piliers de la nef.
Les vitraux ont été restaurés en 2006-2007. L'un des vitraux, restauré dès 1927, illustre l'incendie de l'ancienne église.
L'église abrite également deux statues du XVe siècle et des objets classés du XVIIIe siècle, soit deux calices, une statue de Catherine d'Alexandrie et une autre d'une Vierge de Pitié provenant d'un retable.
On note aussi le tombeau du chanoine Alain Le Blevec, en kersantite de la région de Daoulas, recteur de Riantec de 1919 à 1941.
En 2018, une tapisserie appelée L'Arbre de Jessé a été offerte par Daniel Cordeau, ancien lissier de la manufacture des Gobelins.

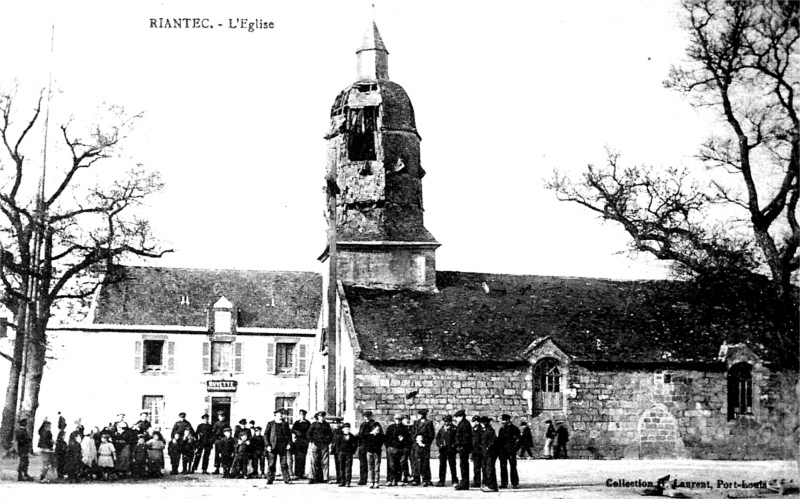
L'ancienne église paroissiale Sainte-Radegonde de Riantec vers 1900, détruite par un incendie le 23 janvier 1917 (carte postale de Henri Laurent).
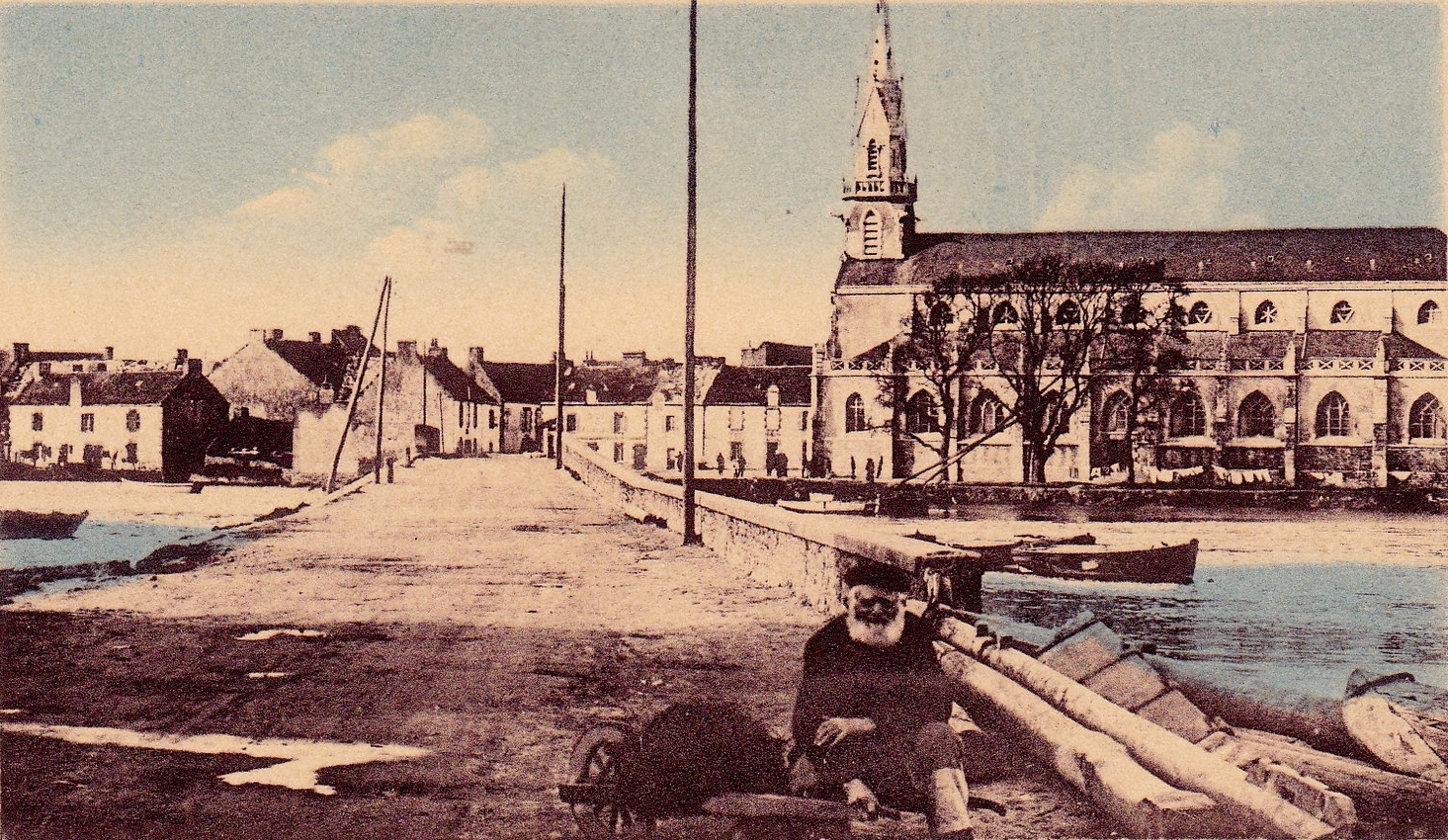
Le pont de Riantec sur l'estuaire du Riant, donnant accès à la presqu'île de Kerner, et l'église paroissiale Sainte-Radegonde, vers 1930 (carte postale colorisée).
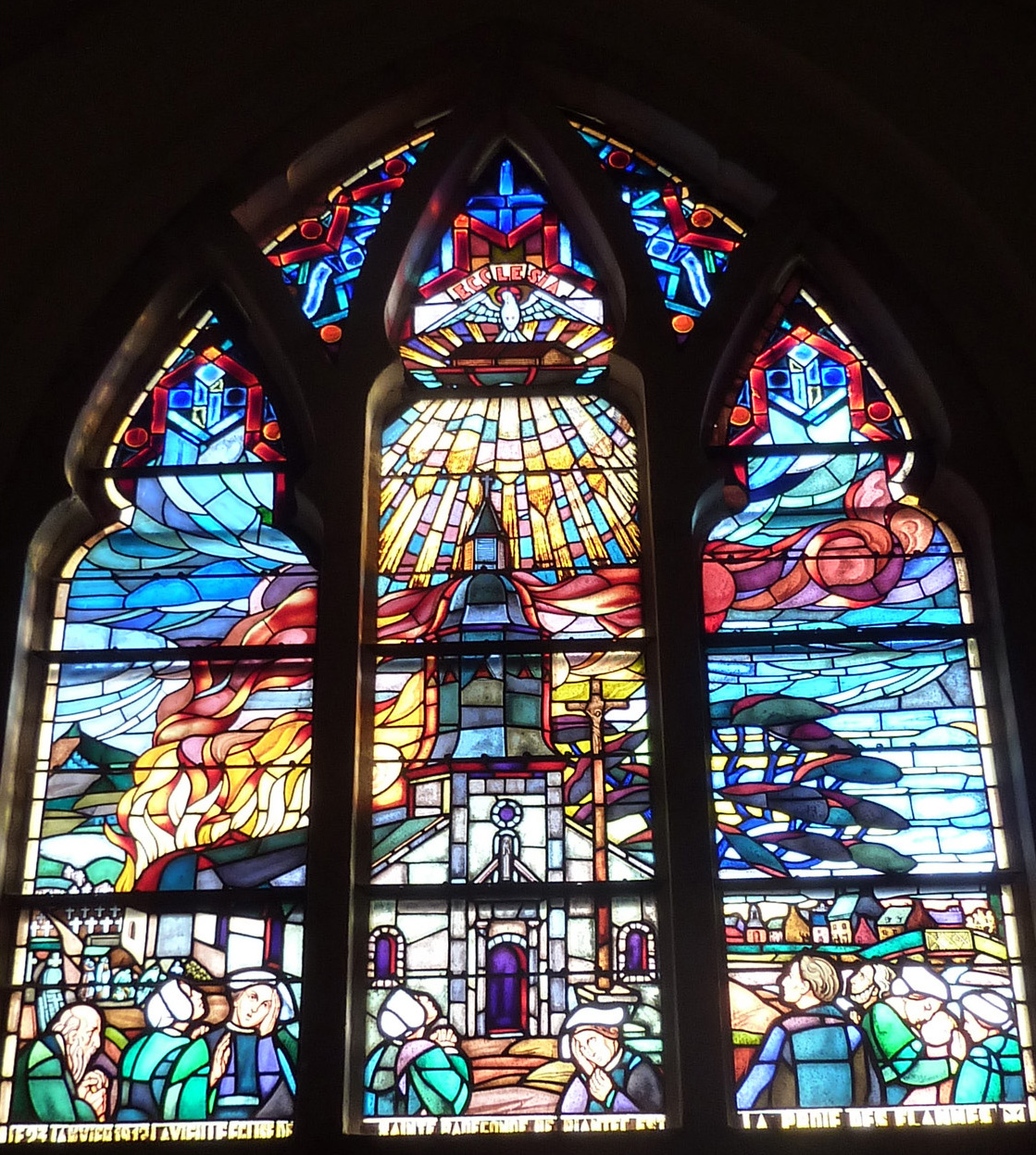
Vitrail ecclesia de l'atelier Mauméjean : le Saint-Esprit protège l'église de Riantec et ses paroissiens.